# У
Cette page contient des caractères spéciaux ou non latins. S’ils s’affichent mal (▯, ?, etc.), consultez la page d’aide Unicode.

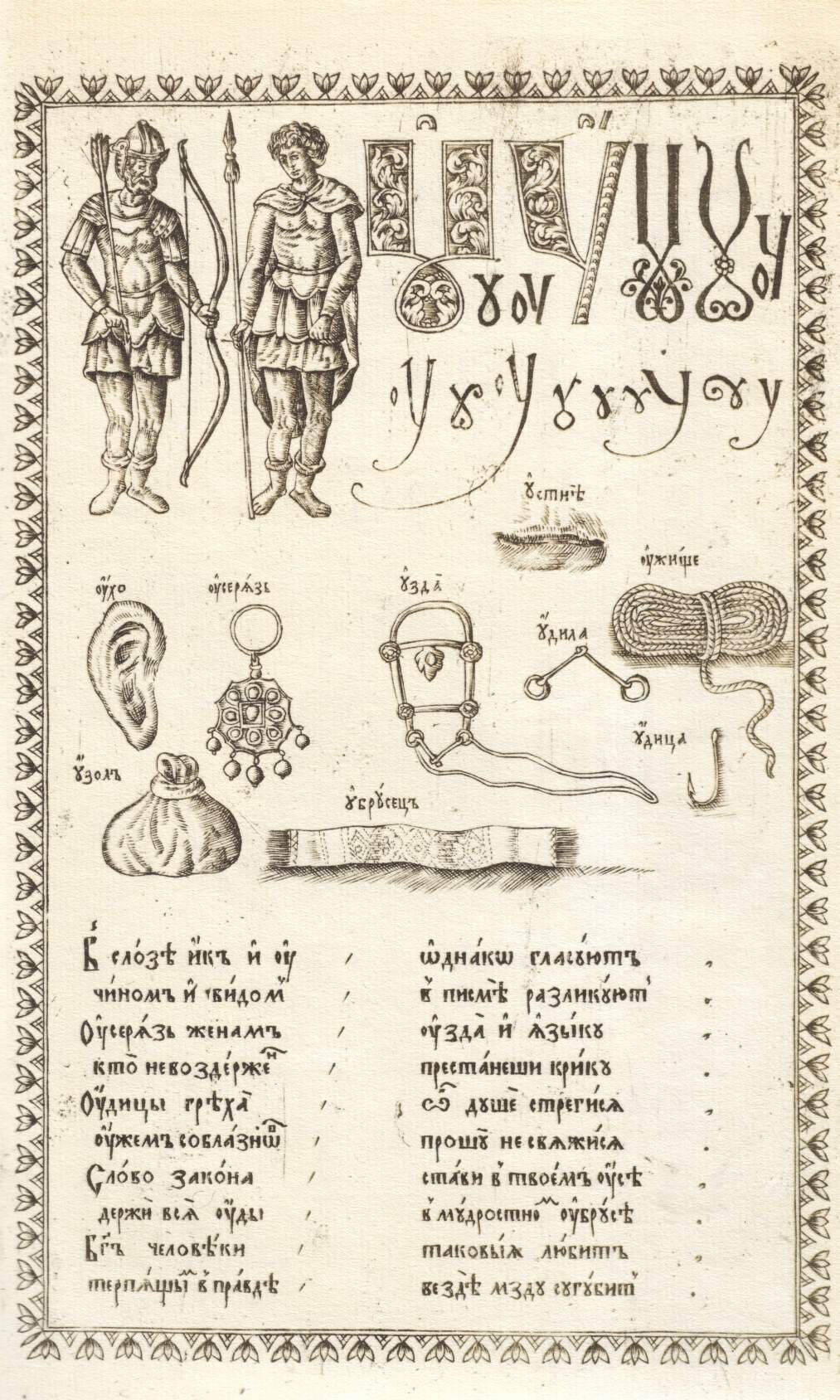
Les formes du ou (et du ouk) dans l’Alphabet de Karion Istomin de 1694.

Ou (capitale У, minuscule у) est une lettre de l'alphabet cyrillique.

## Linguistique
У représente le son /u/ (comme dans « coucou » en français).

## Représentation informatique
Le ou peut être représenté par les caractères Unicode suivants :
| formes    | représentations | chaînes de caractères | points de code | descriptions                   |
| --------- | --------------- | --------------------- | -------------- | ------------------------------ |
| capitale  | У               | У                     | U+0423         | lettre majuscule cyrillique ou |
| minuscule | у               | у                     | U+0443         | lettre minuscule cyrillique ou |